# Аї (Марна)
Аї́ (фр. Aÿ) — колишній муніципалітет у Франції, у регіоні Гранд-Ест, департамент Марна. Населення — 4041 осіб (2011).
Муніципалітет був розташований на відстані близько 125 км на схід від Парижа, 29 км на північний захід від Шалон-ан-Шампань.

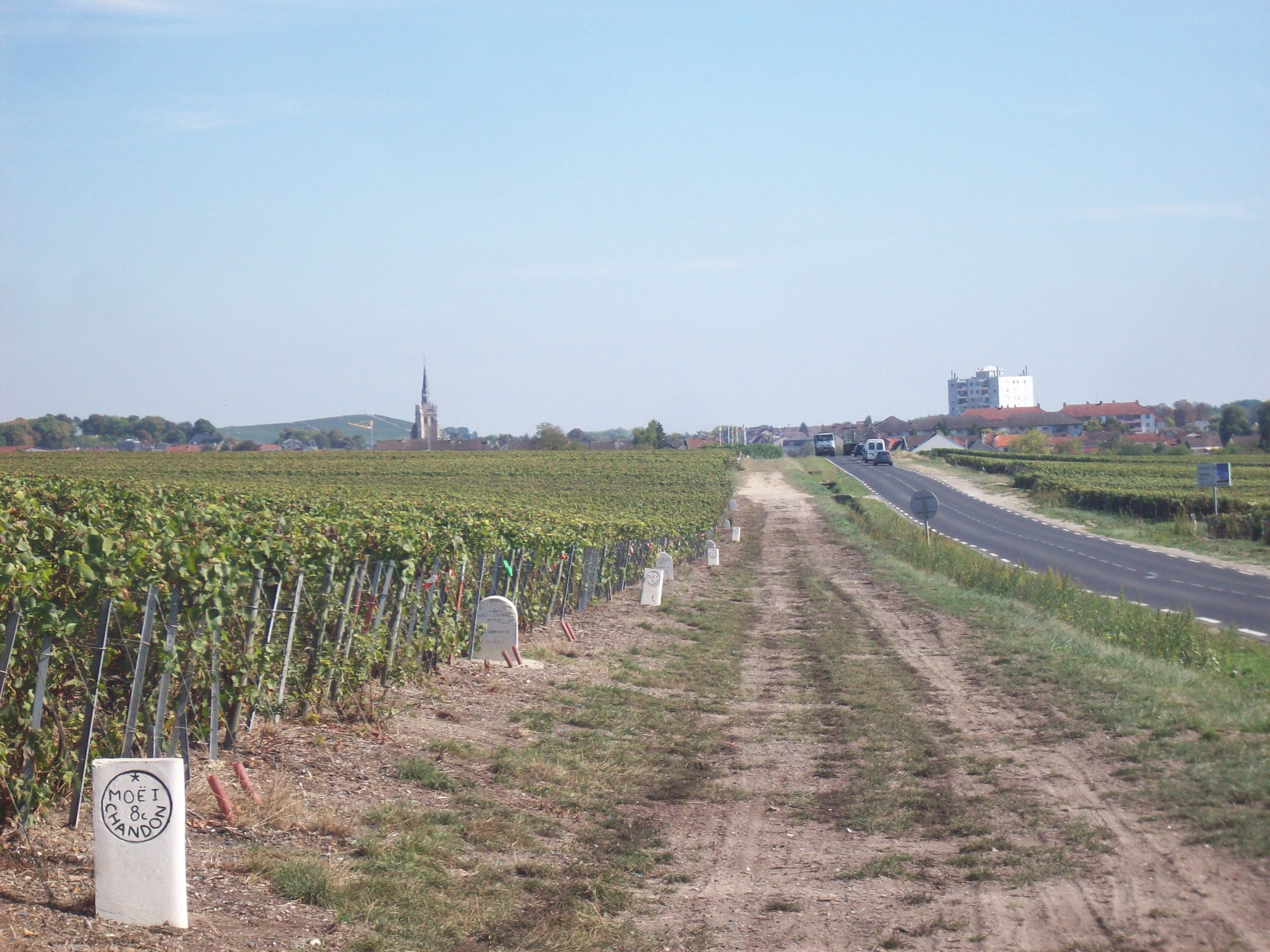

## Виноробство
У Аї, на віллі Біссінґер, розташований Міжнародний інститут шампанських вин. Починаючи з XVII століття, Аї відомий як центр виробництва шампанських вин. Всю місцевість навколо містечка займають виноградники, загальною площею 355 гектарів. Серед найбільших власників — фірми шампанського Моет і Шандон (фр. Moët & Chandon, 100 гектарів), Біллінґер (фр. Billinger, 21 га), Ґатінуа (фр. Gatinois, 7,5 га). Серед інших місцевих виробників шампанського слід назвати Ґоссе (Gosset), Дец (Deutz), Рауль Колле (Raoul Collet), Анрі Ґуторб (Henri Goutorbe), Аяла (Ayala), Монвілле (Montvillers).

## Історія
До 2015 року муніципалітет перебував у складі регіону Шампань-Арденни. Від 1 січня 2016 року належав до нового об'єднаного регіону Гранд-Ест.
1 січня 2016 року Аї, Біссей i Марей-сюр-І було об'єднано в новий муніципалітет Аї-Шампань.

## Демографія
Динаміка населення (EHESS і INSEE ):
Розподіл населення за віком та статтю (2006):
| Стать | Всього | До 15 років | 15-24 | 25-44 | 45-64 | 65-85 | Понад 85 |
| --- | ------ | ----------- | ----- | ----- | ----- | ----- | -------- |
| Чоловіки | 1946   | 276         | 240   | 476   | 593   | 329   | 32       |
| Жінки | 2216   | 316         | 208   | 516   | 537   | 477   | 162      |
| \| Статево-вікова піраміда \| Статево-вікова піраміда \| Статево-вікова піраміда \| \| ----------------------- \| ----------------------- \| ----------------------- \| \| Чоловіки \| Вік \| Жінки \| \| 32 \| 85 + \| 162 \| \| 52 \| 80-84 \| 117 \| \| 80 \| 75-79 \| 132 \| \| 109 \| 70-74 \| 136 \| \| 88 \| 65-69 \| 92 \| \| 104 \| 60-64 \| 92 \| \| 152 \| 55-59 \| 152 \| \| 180 \| 50-54 \| 128 \| \| 157 \| 45-49 \| 165 \| \| 136 \| 40-44 \| 172 \| \| 136 \| 35-39 \| 124 \| \| 100 \| 30-34 \| 128 \| \| 104 \| 25-29 \| 92 \| \| 132 \| 20-24 \| 84 \| \| 108 \| 15-20 \| 124 \| \| 136 \| 10-14 \| 132 \| \| 68 \| 5-9 \| 96 \| \| 72 \| 0-4 \| 88 \| |        |             |       |       |       |       |          |
| Статево-вікова піраміда |        |             |       |       |       |       |          |
| Чоловіки | Вік    | Жінки       |       |       |       |       |          |
| 32 | 85 +   | 162         |       |       |       |       |          |
| 52 | 80-84  | 117         |       |       |       |       |          |
| 80 | 75-79  | 132         |       |       |       |       |          |
| 109 | 70-74  | 136         |       |       |       |       |          |
| 88 | 65-69  | 92          |       |       |       |       |          |
| 104 | 60-64  | 92          |       |       |       |       |          |
| 152 | 55-59  | 152         |       |       |       |       |          |
| 180 | 50-54  | 128         |       |       |       |       |          |
| 157 | 45-49  | 165         |       |       |       |       |          |
| 136 | 40-44  | 172         |       |       |       |       |          |
| 136 | 35-39  | 124         |       |       |       |       |          |
| 100 | 30-34  | 128         |       |       |       |       |          |
| 104 | 25-29  | 92          |       |       |       |       |          |
| 132 | 20-24  | 84          |       |       |       |       |          |
| 108 | 15-20  | 124         |       |       |       |       |          |
| 136 | 10-14  | 132         |       |       |       |       |          |
| 68 | 5-9    | 96          |       |       |       |       |          |
| 72 | 0-4    | 88          |       |       |       |       |          |

## Економіка
2010 року серед 2506 осіб працездатного віку (15—64 років) 1852 були активними, 654 — неактивними (показник активності 73,9%, у 1999 році було 72,1%). З 1852 активних мешканців працювала 1631 особа (841 чоловік та 790 жінок), безробітними було 221 (117 чоловіків та 104 жінки). Серед 654 неактивних 187 осіб було учнями чи студентами, 272 — пенсіонерами, 195 були неактивними з інших причин.

У 2010 році в муніципалітеті числилось 1779 оподаткованих домогосподарств, у яких проживали 3836,0 особи, медіана доходів виносила 18 949,5 євро на одного особоспоживача

## Відомі особистості
В поселенні народилась:
- Деніз Шмандт Бессерат (*1933) — франко-американський археолог.